# Oggy Oggy
 (août 2022).
 (juin 2022).
Si vous disposez d'ouvrages ou d'articles de référence ou si vous connaissez des sites web de qualité traitant du thème abordé ici, merci de compléter l'article en donnant les références utiles à sa vérifiabilité et en les liant à la section « Notes et références ».
Oggy et les cafards Oggy et les Cafards : Nouvelle Génération
Oggy Oggy est une série télévisée d'animation française en streaming CGI, créée par Jean Cayrol et Cédric Guarneri pour Netflix. Elle sert de préquel à la série des studios Xilam, Oggy et les Cafards.
Elle a été produite entre 2020 et 2021 et est sortie le 24 août 2021. Elle contient 156 épisodes de 7 minutes chacun, répartis sur deux saisons, ainsi que trente épisodes courts.

## Synopsis
La série suit Oggy, alors qu'il n'est qu'un jeune chaton, qui part à l'aventure avec ses amis chatons Mallow et Sporty. Ensemble, ils vont porter secours aux personnages hauts en couleur, tels qu'un pirate ou un astronaute, qui ont besoin de leur aide.

## Personnages

### Personnages principaux
- Oggy - un	chaton avec un corps bleu clair, des yeux pointillés noirs, un nez	rouge, un ventre et des pieds blancs. Il est le protagoniste de la série, et se montre altruiste et curieux envers les autres[2].
- Mallow -	un chaton avec des lunettes jaunes, un polo vert clair, une	salopette noire et des chaussures blanches à lacets gris. Il est le plus intelligent et le plus réfléchi[2].
- Sporty -	un chaton femelle avec une visière de sport blanche, un polo vert foncé, un short blanc et des chaussures avec deux bandes de chaque côté. Elle se démarque par son côté aventureux et énergique[2].

### Personnages secondaires
- Le chat sauvage
- Le fermier
- Le chat policier

## Distribution
- Stéphane Ronchewski : le narrateur
- Kaycie Chase
- Fanny Bloc
- Kelly Marot
- Emmylou Homs
- Jérémy Prévost

## Épisodes
| Saisons | Épisodes | Première diffusion |
| ------- | -------- | ------------------ |
| 1       | 16       | 24 août 2021       |
| 2       | 13       | 17 avril 2023      |
| 3       | 23       | 16 octobre 2023    |

### Saison 1 (2021)
| No  | Titre                          | Réalisé par                       | Écrit par                         | Storyboard par                      |
| --- | ------------------------------ | --------------------------------- | --------------------------------- | ----------------------------------- |
| 1a  | La météo                       | Frederic Martin                   | Cédric Stéphan Sophie Lodwitz     | Marion Dramard                      |
| 1b  | Le ballon                      | Frédéric Martin Sandra Derval     | Pauline Rostain                   | Hugues Opter                        |
| 1c  | Les chaventuriers              | Frederic Martin                   | Julien Dinse                      | Fabrice Guével                      |
| 2a  | La plante                      | Frederic Martin                   | Pauline Rostain                   | Marion Dramard                      |
| 2b  | Les chats et les chiens        | Frederic Martin                   | Fanny Courtillot                  | Sandra Deval                        |
| 2c  | Chats dans le chapeau          | Frederic Martin                   | Fanny Courtillot                  | Julien Thompson                     |
| 3a  | Allons-y Oggy Oggy             | Frederic Martin                   | Yann Fauré                        | Florent Poulain                     |
| 3b  | Remerciez votre bonne étoile   | Frederic Martin                   | Delphine Dubos                    | Bérengère Jacpuet                   |
| 3c  | Forme de navire                | Frederic Martin                   | Cédric Lachenaud                  | Florent Poulian                     |
| 4a  | Le mystérieux chat sauvage     | Frederic Martin                   | Cédric Stéphan Sophie Lodwitz     | Anh-Tu Cao                          |
| 4b  | Le nouveau coussin             | Frederic Martin                   | Cédric Stéphan Sophie Lodwitz     | Marion Dramard                      |
| 4c  | Chats polaires                 | Frederic Martin                   | Cédric Lachenaud                  | Hugues Opter                        |
| 5a  | Sourpuss                       | Frédéric Martin Sandra Derval     | Simon Lecocq                      | Julien Thompson                     |
| 5b  | Hoedown !                      | Frédéric Martin Sandra Derval     | Olivier Pouchelon                 | Fabrice Guével                      |
| 5c  | Trésor du pirate               | Frédéric Martin Sandra Derval     | Fanny Courtillot                  | Julien Thompson                     |
| 6a  | Les yeux sur le prix           | Frederic Martin                   | Delphine Dubos                    | Hugues Opter                        |
| 6b  | Les pompiers                   | Frédéric Martin Cédric Guarneri   | Cédric Stéphan Sophie Lodwitz     | Cédric Guarneri                     |
| 6c  | Une bonne sportive             | Frederic Martin                   | Cédric Stéphan Sophie Lodwitz     | Hugues Opter                        |
| 7a  | Chat à l'emporte-pièce         | Frederic Martin                   | Pauline Rostain                   | Sandra Deval                        |
| 7b  | Arrêtez le voleur !            | Frederic Martin                   | Cédric Stéphan Sophie Lodwitz     | Marion Dramard                      |
| 7c  | Le mouton                      | Frédéric Martin Cédric Guarneri   | Cédric Stéphan Sophie Lodwitz     | Cédric Guarneri                     |
| 8a  | La pièce manquante             | Frederic Martin                   | Yann Fauré                        | Julien Thompson                     |
| 8b  | Une soirée jazzy               | Frederic Martin                   | Delphine Dubos                    | Florent Poulain                     |
| 8c  | Cavalier fou                   | Frederic Martin                   | Cédric Stéphan Sophie Lodwitz     | Bérengère Jacpuet                   |
| 9a  | Rien de tel que le soleil      | Frédéric Martin Sandra Derval     | Simon Lecocq                      | Corentin Penloup                    |
| 9b  | Les Joggers                    | Frederic Martin                   | Cédric Stéphan Sophie Lodwitz     | Marion Dramard                      |
| 9c  | Litière pour chat              | Frédéric Martin Sandra Derval     | Branca Cepelowicz                 | Florent Poulain                     |
| 10a | Abeille dans son bonnet        | Frederic Martin                   | Jawad Wachill                     | Laury Rovelli                       |
| 10b | Etudiant de l'année            | Frederic Martin                   | Branca Cepelowicz                 | Fabrice Guével                      |
| 10c | Le poisson                     | Frédéric Martin Cédric Guarneri   | Jean Cayrol                       | Cédric Guarneri                     |
| 11a | Pansement                      | Sandra Deval                      | Pauline Rostain                   | Corentin Penloup                    |
| 11b | Le papillon (dans ton estomac) | Frédéric Martin Sandra Derval     | Delphine Dubos                    | Corentin Penloup                    |
| 11c | Application de la griffe       | Frederic Martin                   | Cédric Lachenaud                  | Julien Thompson                     |
| 12a | La prunelle de son œil         | Frédéric Martin Sandra Derval     | Simon Lecocq                      | Hugo Delobelle Fanny Regeste Mistal |
| 12b | Pluie-miaou dans le ciel       | Frédéric Martin Yani Ouabdesselam | Cédric Lachenaud Marine Lachenaud | Fanny Regeste Mistal                |
| 12c | Oggy Oggy Grand Prix           | Frédéric Martin Sandra Derval     | Karen Guillorel                   | Sylvain Girault                     |
| 13a | Loshy                          | Sandra Deval                      | Cédric Stéphan                    | Guillaume Bracciali                 |
| 13b | Chat effrayant                 | Frédéric Martin Yani Ouabdesselam | Valérie Fageol                    | Julien Thompson                     |
| 13c | L'apprenti fermier             | Frédéric Martin Yani Ouabdesselam | Valérie Fageol                    | Corentin Penloup                    |
| 14a | Un choix impossible            | Frédéric Martin Yani Ouabdesselam | Simon Lecocq                      | Julien Thompson                     |
| 14b | Super chat                     | Frederic Martin                   | Aude Massot                       | Fabrice Guével                      |
| 14c | Rencontres de Griffes          | Frederic Martin                   | Aude Massot                       | Hugues Opter                        |
| 15a | Un intrus au musée             | Sandra Deval                      | Branca Cepelowicz                 | Hugues Opter                        |
| 15b | Ange bleu                      | Frédéric Martin Yani Ouabdesselam | Olivier Pouchelon                 | Hugues Opter                        |
| 15c | (Allez) Cart Racing!           | Sandra Deval                      | Cédric Stéphan                    | Laury Rovelli                       |
| 16a | Fixer les félins               | Frédéric Martin Yani Ouabdesselam | Pauline Rostain                   | Fanny Regeste Mistal                |
| 16b | Laissez le bon temps rouler    | Frédéric Martin Sandra Derval     | Cédric Lachenaud Marine Lachenaud | Hugues Opter                        |
| 16c | Chats de mer                   | Frédéric Martin Yani Ouabdesselam | Vincent L'Anthoën Clément Gournay | Guillaume Bracciali                 |

### Saison 3 (2023)
| No  | Titre                          | Réalisé par                       | Écrit par                         | Storyboard par                      |
| --- | ------------------------------ | --------------------------------- | --------------------------------- | ----------------------------------- |
| 1a  | Tombe du ciel                  | Sandra Derval                     | Fanny Courtillot                  | Stéphane Bertaud                    |
| 1b  | Le ballon                      | Sandra Derval                     | Fanny Courtillot                  | Corentin Penloup                    |
| 1c  | Les chaventuriers              | Yani Ouabdesselam                 | Julien Dinse                      | Fabrice Guével                      |
| 2a  | La plante                      | Pauline Rostain                   | Marion Dramard                    |                                     |
| 2b  | Les chats et les chiens        | Fanny Courtillot                  | Sandra Deval                      |                                     |
| 2c  | Chats dans le chapeau          | Fanny Courtillot                  | Julien Thompson                   |                                     |
| 3a  | Allons-y Oggy Oggy             | Yann Fauré                        | Florent Poulain                   |                                     |
| 3b  | Remerciez votre bonne étoile   | Delphine Dubos                    | Bérengère Jacpuet                 |                                     |
| 3c  | Forme de navire                | Cédric Lachenaud                  | Florent Poulian                   |                                     |
| 4a  | Le mystérieux chat sauvage     | Cédric Stéphan Sophie Lodwitz     | Anh-Tu Cao                        |                                     |
| 4b  | Le nouveau coussin             | Cédric Stéphan Sophie Lodwitz     | Marion Dramard                    |                                     |
| 4c  | Chats polaires                 | Cédric Lachenaud                  | Hugues Opter                      |                                     |
| 5a  | Sourpuss                       | Frédéric Martin Sandra Derval     | Simon Lecocq                      | Julien Thompson                     |
| 5b  | Hoedown !                      | Frédéric Martin Sandra Derval     | Olivier Pouchelon                 | Fabrice Guével                      |
| 5c  | Trésor du pirate               | Frédéric Martin Sandra Derval     | Fanny Courtillot                  | Julien Thompson                     |
| 6a  | Les yeux sur le prix           | Frederic Martin                   | Delphine Dubos                    | Hugues Opter                        |
| 6b  | Les pompiers                   | Frédéric Martin Cédric Guarneri   | Cédric Stéphan Sophie Lodwitz     | Cédric Guarneri                     |
| 6c  | Une bonne sportive             | Frederic Martin                   | Cédric Stéphan Sophie Lodwitz     | Hugues Opter                        |
| 7a  | Chat à l'emporte-pièce         | Frederic Martin                   | Pauline Rostain                   | Sandra Deval                        |
| 7b  | Arrêtez le voleur !            | Frederic Martin                   | Cédric Stéphan Sophie Lodwitz     | Marion Dramard                      |
| 7c  | Le mouton                      | Frédéric Martin Cédric Guarneri   | Cédric Stéphan Sophie Lodwitz     | Cédric Guarneri                     |
| 8a  | La pièce manquante             | Frederic Martin                   | Yann Fauré                        | Julien Thompson                     |
| 8b  | Une soirée jazzy               | Frederic Martin                   | Delphine Dubos                    | Florent Poulain                     |
| 8c  | Cavalier fou                   | Frederic Martin                   | Cédric Stéphan Sophie Lodwitz     | Bérengère Jacpuet                   |
| 9a  | Rien de tel que le soleil      | Frédéric Martin Sandra Derval     | Simon Lecocq                      | Corentin Penloup                    |
| 9b  | Les Joggers                    | Frederic Martin                   | Cédric Stéphan Sophie Lodwitz     | Marion Dramard                      |
| 9c  | Litière pour chat              | Frédéric Martin Sandra Derval     | Branca Cepelowicz                 | Florent Poulain                     |
| 10a | Abeille dans son bonnet        | Frederic Martin                   | Jawad Wachill                     | Laury Rovelli                       |
| 10b | Etudiant de l'année            | Frederic Martin                   | Branca Cepelowicz                 | Fabrice Guével                      |
| 10c | Le poisson                     | Frédéric Martin Cédric Guarneri   | Jean Cayrol                       | Cédric Guarneri                     |
| 11a | Pansement                      | Sandra Deval                      | Pauline Rostain                   | Corentin Penloup                    |
| 11b | Le papillon (dans ton estomac) | Frédéric Martin Sandra Derval     | Delphine Dubos                    | Corentin Penloup                    |
| 11c | Application de la griffe       | Frederic Martin                   | Cédric Lachenaud                  | Julien Thompson                     |
| 12a | La prunelle de son œil         | Frédéric Martin Sandra Derval     | Simon Lecocq                      | Hugo Delobelle Fanny Regeste Mistal |
| 12b | Pluie-miaou dans le ciel       | Frédéric Martin Yani Ouabdesselam | Cédric Lachenaud Marine Lachenaud | Fanny Regeste Mistal                |
| 12c | Oggy Oggy Grand Prix           | Frédéric Martin Sandra Derval     | Karen Guillorel                   | Sylvain Girault                     |
| 13a | Loshy                          | Sandra Deval                      | Cédric Stéphan                    | Guillaume Bracciali                 |
| 13b | Chat effrayant                 | Frédéric Martin Yani Ouabdesselam | Valérie Fageol                    | Julien Thompson                     |
| 13c | L'apprenti fermier             | Frédéric Martin Yani Ouabdesselam | Leo Bocard                        | Corentin Penloup                    |
| 14a | La météo                       | Frédéric Martin Yani Ouabdesselam | Frederic Martin                   | Cédric Stéphan Sophie Lodwitz       |
| 14b | Le ballon                      | Frédéric Martin Sandra Derval     | Pauline Rostain                   | Hugues Opter                        |
| 14c | Les chaventuriers              | Frederic Martin                   | Julien Dinse                      | Fabrice Guével                      |
| 15a | La plante                      | Frederic Martin                   | Pauline Rostain                   | Marion Dramard                      |
| 15b | Les chats et les chiens        | Frederic Martin                   | Fanny Courtillot                  | Sandra Deval                        |
| 15c | Chats dans le chapeau          | Frederic Martin                   | Fanny Courtillot                  | Julien Thompson                     |
| 16a | Allons-y Oggy Oggy             | Frederic Martin                   | Yann Fauré                        | Florent Poulain                     |
| 16b | Remerciez votre bonne étoile   | Frederic Martin                   | Delphine Dubos                    | Bérengère Jacpuet                   |
| 16c | Forme de navire                | Frederic Martin                   | Cédric Lachenaud                  | Florent Poulian                     |
| 17a | Le mystérieux chat sauvage     | Frederic Martin                   | Cédric Stéphan Sophie Lodwitz     | Anh-Tu Cao                          |
| 17b | Le nouveau coussin             | Frederic Martin                   | Cédric Stéphan Sophie Lodwitz     | Marion Dramard                      |
| 17c | Chats polaires                 | Frederic Martin                   | Cédric Lachenaud                  | Hugues Opter                        |
| 18a | Sourpuss                       | Frédéric Martin Sandra Derval     | Simon Lecocq                      | Julien Thompson                     |
| 18b | Hoedown !                      | Frédéric Martin Sandra Derval     | Olivier Pouchelon                 | Fabrice Guével                      |
| 18c | Trésor du pirate               | Frédéric Martin Sandra Derval     | Fanny Courtillot                  | Julien Thompson                     |
| 19a | Les yeux sur le prix           | Frederic Martin                   | Delphine Dubos                    | Hugues Opter                        |
| 19b | Les pompiers                   | Frédéric Martin Cédric Guarneri   | Cédric Stéphan Sophie Lodwitz     | Cédric Guarneri                     |
| 19c | Une bonne sportive             | Frederic Martin                   | Cédric Stéphan Sophie Lodwitz     | Hugues Opter                        |
| 20a | Chat à l'emporte-pièce         | Frederic Martin                   | Pauline Rostain                   | Sandra Deval                        |
| 20b | Arrêtez le voleur !            | Frederic Martin                   | Cédric Stéphan Sophie Lodwitz     | Marion Dramard                      |
| 20c | Le mouton                      | Frédéric Martin Cédric Guarneri   | Cédric Stéphan Sophie Lodwitz     | Cédric Guarneri                     |
| 21a | La pièce manquante             | Frederic Martin                   | Yann Fauré                        | Julien Thompson                     |
| 21b | Une soirée jazzy               | Frederic Martin                   | Delphine Dubos                    | Florent Poulain                     |
| 21c | Cavalier fou                   | Frederic Martin                   | Cédric Stéphan Sophie Lodwitz     | Bérengère Jacpuet                   |
| 22a | Rien de tel que le soleil      | Frédéric Martin Sandra Derval     | Simon Lecocq                      | Corentin Penloup                    |
| 22b | Les Joggers                    | Frederic Martin                   | Cédric Stéphan Sophie Lodwitz     | Marion Dramard                      |
| 22c | Litière pour chat              | Frédéric Martin Sandra Derval     | Branca Cepelowicz                 | Florent Poulain                     |
| 23a | Abeille dans son bonnet        | Frederic Martin                   | Jawad Wachill                     | Laury Rovelli                       |
| 23b | Etudiant de l'année            | Frederic Martin                   | Branca Cepelowicz                 | Fabrice Guével                      |
| 23c | Le poisson                     | Frédéric Martin Cédric Guarneri   | Jean Cayrol                       | Cédric Guarneri                     |

## Développement
En 2019, les studios Xilam annoncent la création de la série Oggy Oggy avec un budget de plus de 20 millions d'euros et 150 personnes dédiées à sa production. La première saison était supposée sortir en 2020, suivie de la seconde l'année suivante. La série sert d'abord à renforcer la marque Xilam dans l'animation auprès d'un public très jeune, et de démontrer les capacités techniques dont font preuve les studios dans l'animation CGI.